# 愛知みずほ大学瑞穂高等学校
愛知みずほ大学瑞穂高等学校（あいちみずほだいがくみずほこうとうがっこう）は、愛知県名古屋市瑞穂区春敲町にある私立の高等学校である。通称、試合などでは、「愛み大瑞穂」、「瑞穂」と呼ばれる。

## 沿革
- 1940年（昭和15年）4月：瀬木本雄・本立父子によって瑞穂高等女学校として開校。
- 1948年（昭和23年）4月：瑞穂高等学校と改称し普通科開設。
- 1963年（昭和38年）4月：商業科開設。
- 2000年（平成12年）4月：愛知みずほ大学瑞穂高等学校に改称。
- 2001年（平成13年）4月：普通科を男女共学化。

## 学科・コース
- 普通科
  - 特進コース
  - 進学コース
  - 教養コース
  - 生活文化コース
- 商業科

## 学校行事

### 前期
- 4月：入学式、始業式
- 5月：校外学習
- 7月：球技大会
- 8月：学習合宿
- 9月：始業式

### 後期
- 10月：体育祭、文化発表会、芸術鑑賞会
- 12月：ソングフェア
- 1月：始業式
- 2月：修学旅行（シンガポール、関西・山陽方面）、卒業式
- 3月：終業式

## 部活動

### 運動部
- バスケットボール
- 弓道
- バレーボール
- 卓球
- ソフトテニス
- 水泳
- テニス
- サッカー
- スケート
- ラグビー
- ダンス

### 文化部
- 珠算
- パソコン
- 書道
- 写真
- 美術
- 合唱
- 囲碁
- 将棋
- JRC
- 英語
- 漫画
- 簿記
- 華道
- 茶道
- 新聞
- 理科
- 演劇
- 文芸
- 放送
- 食物
- 吹奏楽
- ハンドメイド

## 著名な卒業生
- 後藤亜由美（元フィギュアスケート選手）
- 新田谷凜（フィギュアスケート選手）
- 本郷理華（フィギュアスケート選手）
- 山本草太（フィギュアスケート選手）
- 左高裕佳（女子ラグビー選手）
- 高橋美紀（競泳選手）
- 堀本翔太 (競艇選手)
- 塚田彩湖（ミュージシャン）

## アクセス
- JR東海道本線 熱田駅[2]。
- 名鉄名古屋本線・常滑線 神宮前駅。
- 名鉄名古屋本線 堀田駅[2]。
- 名古屋市営地下鉄名城線 堀田駅[2]。
- 名古屋市営地下鉄桜通線 瑞穂運動場西駅[2]。
- 名古屋市営バス「牛巻」停留所[2]。